# ロックオブジブラルタル
ロックオブジブラルタル（Rock of Gibraltar、1999年3月8日 - 2022年10月23日）はアイルランドの競走馬・種牡馬。
アイルランドのクールモアスタッドで生まれた。2000ギニーを初めとしたマイル戦線で活躍し、2002年にはG1・7連勝の世界記録（当時）を樹立し、ゼニヤッタ（アメリカ）に抜かれるまで記録を保持していた。引退後は各地で種牡馬となった。
名前の意味は「ジブラルタルの岩山」。ヨーロッパでは「ザ・ロック」の愛称で呼ばれている。
馬主は世界を代表するオーナーブリーダー「クールモアグループ」の総帥ジョン・マグナーと、当時イングランドサッカープレミアリーグのマンチェスター・ユナイテッドの監督だったサー・アレックス・ファーガソンの2名の共同所有（ただし種牡馬としてはマグナーの単独所有。詳細は後述）。ヨーロッパを代表する調教師でアイルランドのバリードイルを本拠地とするエイダン・オブライエン厩舎の管理馬である。

## 現役時代

### 2歳時
2001年4月21日、アイルランド・カラ競馬場のメイドン（芝5ハロン）でデビュー戦を勝利する。続く2戦目は同年6月19日、イギリス・アスコット競馬場の重賞競走コヴェントリーステークス（芝6ハロン・G3）で、ここでは20頭立ての6着と敗れてしまう。これが唯一の大敗となる。3戦目は同年7月1日、カラ競馬場のレイルウェイステークス（芝6ハロン・G3）で、同じオブライエン厩舎でのちにG1を3勝することになるホークウイングに2馬身差を付けて重賞初制覇を遂げ、続けてイギリス・ヨーク競馬場のジムクラックステークス（芝6ハロン・G2）にも勝利した。
5戦目のシャンペンステークス（芝7ハロン・G2）にはクールモアのライバルでもあるゴドルフィンの総帥シェイク・モハメドが個人所有する期待馬ドバイディスティネーションが参戦してきており、密かに世界中の競馬関係者から注目を浴びていた。レースは先行するドバイディスティネーションを後ろから進む本馬が追い上げるも交わすことができず2着に敗れる。
しかし本馬はここで終わらず、同年10月にフランスで行われたグランクリテリウムとイギリスで行われたデューハーストステークスで優勝。2か国の2歳最強馬決定戦を制し、7戦5勝（重賞4勝・うちG12勝）で2001年のシーズンを終える。

### 3歳時
2002年シーズンの初戦はイギリスクラシック第1戦である2000ギニーとなる。前年のデューハーストステークス以来7か月ぶりの出走が懸念された本馬は評価を落とし、代わって前年のレイルウェイステークスで勝利したホークウイングが、その後アイルランドのナショナルステークスなどを勝利したこともあり断然の評価を得ていた。だがレースでは本馬が先に抜け出し、追い込むホークウイングをクビ差抑えて勝利した。
エイダン・オブライエンは同厩舎のホークウイングをダービーへ向かわせ、本馬にはマイル路線を進ませる判断を下す。2000ギニーの次に出走したアイリッシュ2000ギニーは本馬に恐れをなしてほかの出走予定馬が軒並み回避してしまいわずか7頭立ての競走となった。このレースに勝利して1992年のロドリゴデトリアーノ (Rodrigo de Triano) 以来、10年ぶり史上4頭目のイギリス・アイルランドの2000ギニー2か国制覇を成し遂げた。
次に同年6月18日、ヨーロッパ3歳マイル最強馬決定戦であるセントジェームズパレスステークスへ参戦する。同レースでも圧倒的な評価を得て、プール・デッセ・デ・プーランを勝利した同じエイダン・オブライエン厩舎のランドシーア (Landseer) に1馬身4分の3差で勝利し、1969年のライトタック (Right Tack) 以来、33年ぶりのイギリス・アイルランド2000ギニー&セントジェームズパレスステークス制覇を成し遂げるとともにG1競走5連勝をマークし、ミルリーフ (Mill Reef) が1971年から1972年にかけて成し遂げた世界G1連勝記録の6連勝に王手を掛けた。
エイダン・オブライエンは、本馬のヨーロッパG1連勝記録タイになる舞台に上半期のヨーロッパマイル最強馬決定戦であるサセックスステークスを選んだ。同レースはプレエントリーの時点で10頭の登録馬があった（うち6頭はオブライエンの管理馬）が、最終的に出走馬は5頭となった。
本馬にとっては初となる古馬との戦いであったが、前年の同レースの優勝馬ノヴェール (Noverre) に2馬身差で勝利し、世界G1連勝記録タイの6連勝を達成した。
次にインターナショナルステークスなどへの出走プランもあったが休養に入り、調整の結果ムーラン・ド・ロンシャン賞へ向かうことが決まった。ムーラン・ド・ロンシャン賞には、前年G1レースで2勝2着2回の好成績を挙げヨーロッパ「カルティエ賞最優秀3歳牝馬」とアメリカ「エクリプス賞最優秀芝牝馬」に選出された、同年のフランスジャック・ル・マロワ賞の優勝馬バンクスヒル (Banks Hill)、同年のアイリッシュ1000ギニーの優勝馬ゴッサマー (Gossamer)、日本の武豊騎乗のプラウドウイングス (Proudwings) などが出走していた。レースは先行したバンクスヒルを本馬が追い上げて交わし、2分の1馬身差で勝利。世界G1連勝新記録の7連勝をマークした。
もはやヨーロッパのマイル路線で敵なしとなった本馬は、クイーンエリザベス2世ステークスを回避し、世界の競馬の祭典であるブリーダーズカップ・ワールド・サラブレッド・チャンピオンシップのブリーダーズカップ・マイルへ出走した。ブリーダーズカップ・マイルにはカナダのアットマイルステークス（芝1マイル・グレード1）の優勝馬グッドジャーニー (Good Journey)、アメリカの芝の大レースであるアーリントンミリオンを含む同年G1レースを3勝を挙げているビートホロー、アメリカ・キーンランド競馬場のターフマイルステークス（芝1マイル・G1）を優勝した同厩舎のランドシーア、今期6戦1勝2着5回の成績でいちども連対を外していないアルデバラン (Aldebaran) などが出走していた。レースはスタートで出遅れてしまい最後方から進むのを余儀なくされる。勝負所に差し掛かると今度は行く手を阻まれて、大外を回されて最後の直線に入り、とてつもない“ロケットの様な加速（騎手を務めたマイケル・キネーン談）”で先頭を走るドームドライヴァーに迫るが、交わすことなく2着に敗れた。
その後、日本のマイルチャンピオンシップや香港の香港マイルに参戦すると期待されていたが、同年11月に馬主のジョン・マグナーとサー・アレックス・ファガーソン、管理調教師のエイダン・オブライエンから現役引退が発表され、競走馬生活に幕を下ろした。その活躍から2002年のヨーロッパカルティエ賞の年度代表馬・最優秀3歳牡馬に選出された。

### 競走成績
| 出走日     | 競馬場             | 競走名                  | 格 | 距離    | 着順 | 騎手       | 着差      | 1着（2着）馬      |
| ---------- | ------------------ | ----------------------- | -- | ------- | ---- | ---------- | --------- | ----------------- |
| 2001.04.21 | カラ               | 未勝利                  |    | 芝5f    | 1着  | M.キネーン | 2馬身     | (Sandford Park)   |
| 2001.06.19 | アスコット         | コヴェントリーS         | G3 | 芝6f    | 6着  | M.キネーン | 3馬身     | Landseer          |
| 2001.07.01 | カラ               | レイルウェイS           | G3 | 芝6f    | 1着  | M.キネーン | 2馬身     | (Hawk Wing)       |
| 2001.08.22 | ヨーク             | ジムクラックS           | G2 | 芝6f    | 1着  | M.キネーン | 3馬身     | (Ho Choi)         |
| 2001.09.14 | ヨーク             | 英シャンペンS           | G2 | 芝7f    | 2着  | M.キネーン | 1馬身     | Dubai Destination |
| 2001.10.07 | ロンシャン         | グランクリテリウム      | G1 | 芝1400m | 1着  | M.キネーン | 3馬身     | (Bernabeau)       |
| 2001.10.20 | ニューマーケット   | デューハーストS         | G1 | 芝7f    | 1着  | M.キネーン | 短頭      | (Landseer)        |
| 2002.05.04 | ニューマーケット   | 2000ギニー              | G1 | 芝8f    | 1着  | J.ムルタ   | 短頭      | (Hawk Wing)       |
| 2002.05.25 | カラ               | 愛2000ギニー            | G1 | 芝8f    | 1着  | M.キネーン | 1 1/2馬身 | (Century City)    |
| 2002.06.18 | アスコット         | セントジェームズパレスS | G1 | 芝8f    | 1着  | M.キネーン | 1 3/4馬身 | (Landseer)        |
| 2002.07.31 | グッドウッド       | サセックスS             | G1 | 芝8f    | 1着  | M.キネーン | 2馬身     | (Noverre)         |
| 2002.09.08 | ロンシャン         | ムーランドロンシャン賞  | G1 | 芝1600m | 1着  | M.キネーン | 1/2馬身   | (Banks Hill)      |
| 2002.10.26 | アーリントンパーク | BCマイル                | G1 | 芝8f    | 2着  | M.キネーン | 3/4馬身   | Domedriver        |

## 引退後
競走馬引退後にアイルランドのクールモアスタッドで種牡馬となり、2003年5月にオーストラリア・ニューサウスウェールズ州のクールモアスタッド分場に移された。さらに2007年は、シャトル種牡馬として日本での供用も決まった。死亡した父デインヒルの後継馬として大いに期待され、147頭に種付けを行った。日本では日本軽種馬協会が北半球での種付け権を購入した形となっているため、完全譲渡ではなく、2008年はふたたびクールモアスタッド（アイルランド）に戻って種牡馬生活を送ることが発表された。日本供用時の産駒からはニュージーランドトロフィーを勝ったエイシンオスマンなどが出ている。
2022年10月23日、心臓麻痺のため、繋養先のクールモアスタッドで死亡した。

### 主な産駒
※生産年ごとにアルファベット順（本邦輸入馬はカタカナ馬名も併記）に表記
- 2004年産
  - Diamondrella /*ダイヤモンドレラ（ジャストアゲームステークス、ファーストレディステークス）
  - Eagle Mountain（香港カップ、イギリスダービー2着）
  - Mount Nelson（クリテリウム・アンテルナシオナル、エクリプスステークス）
  - Seventh Rock（ゴールドメダリオン）
- 2005年産
  - Rock Kingdom（エプソムハンデキャップ）
- 2006年産
  - Varenar（フォレ賞）
- 2007年産
  - Europa Point（エンプレスクラブステークス、チャンピオンズチャレンジ）
  - Society Rock（ゴールデンジュビリーステークス、スプリントカップ）
- 2008年産
  - エイシンオスマン（ニュージーランドトロフィー）
- 2009年産
  - Samitar / *サミター（アイリッシュ1000ギニー、ガーデンシティステークス）
- 2011年産
  - Alboran Sea（アラン・ロバートソンチャンピオンシップ、ケープフライングチャンピオンシップ、コンピュータフォームスプリント）
  - Prince Gibraltar（クリテリウムドサンクルー、バーデン大賞）
- 2020年産
  - Big Rock（クイーンエリザベス2世ステークス）

ブルードメアサイアーとしての主な産駒
- 2010年産
  - ジェベルムーサ：エルムステークス（父アグネスタキオン・母アビラ）
- 2011年産
  - ミッキーアイル：NHKマイルカップ（父ディープインパクト・母スターアイル）
  - Photo Call / *フォトコール： ロデオドライブステークス、ファーストレディステークス（父Galileo・母Theann）
- 2012年産
  - ロジチャリス：ダービー卿チャレンジトロフィー（父ダイワメジャー・母プラチナチャリス）
- 2013年産
  - グッドスカイ：新潟ジャンプステークス（父ステイゴールド・母プラチナチャリス）
- 2015年産
  - グレイル：京都2歳ステークス（父ハーツクライ・母プラチナチャリス）
  - ジェネラーレウーノ：京成杯、セントライト記念（父スクリーンヒーロー・母シャンハイロック）
- 2016年産
  - ダノンチェイサー：きさらぎ賞（父ディープインパクト・母サミター）
  - カテドラル：京成杯オータムハンデキャップ（父ハーツクライ・母アビラ）
- 2017年産
  - Kameko： フューチュリティトロフィー、2000ギニーステークス（父Kitten's Joy・母Sweeter Still）
- 2018年産
  - Poetic Flare：2000ギニーステークス、セントジェームズパレスステークス（父Dawn Approach・母Maria Lee）
- 2019年産
  - Calif：ダルマイヤー大賞（父Areion・母Cherry Danon）

### 所有権をめぐるトラブル
本馬の引退の際には、本馬の所有権をめぐって馬主のマグナーとファーガソンの間でトラブルが発生し、世界的に報道され話題となった。
もともとマグナーは、友人と共同出資している投資会社を通じて、ファーガソンが監督を務めるマンチェスター・ユナイテッドの株を所有しており、その関係でマグナーとファーガソンは旧知の仲だったことから、2歳時のレイルウェイステークスで重賞初制覇した直後にマグナーがファーガソンに本馬の権利の半分をプレゼントした。ただこの際、とくに権利譲渡にあたって書類を交わさず、半ば口約束のような形で権利譲渡が行われたことから、のちにこれがトラブルの種となった。
前記のようにその後本馬は世界GI連勝新記録を打ち立てるなど大活躍したため種牡馬入りすることになったが、初年度の種付料はアイルランドで1頭あたり65,000ユーロ（当時の為替レートで約890万円）、シャトル供用されたオーストラリアで132,000オーストラリアドル（同じく約1000万円）と設定され、初年度だけで種付料の合計額は約25億円に達した。この状況に対し、ファーガソン側は「権利の半分を所有しているのだから、当然種付料収入の半分を得る権利がある」と主張したが、マグナー側は「ファーガソンに譲渡したのは競走馬としての権利の半分のみで、種牡馬としての権利は譲渡していない」として対立。2003年11月18日には、ファーガソン側は種付料収入の支払いを求めてマグナー側をアイルランドの裁判所に訴える事態となった。
一方で当時マグナー側はマンチェスター・ユナイテッド株の買い増しを進めており、2004年1月時点でマグナーの投資会社が発行済株式の25.49パーセントを保有する筆頭株主となっていた。このためマグナーはファーガソンを同クラブの監督から解任すべく臨時株主総会の開催を要求するなど、一触即発の事態となった。
結局2004年3月7日に和解が成立し、同馬の種牡馬としての所有権はマグナー側が保有することが確認される一方で、ファーガソン側には同馬の種付権が年間4株割り当てられることとなった。またマグナーはこの件でファーガソンと不仲となったことから、のちにマンチェスター・ユナイテッド株を売却、サッカークラブの経営から撤退した。

## 特徴
基本的には圧倒的な身体能力を武器に、優れた先行力を生かして押し切るレースが多く、なかには騎手がほとんど手綱を持ったままゴール前でさらに差を広げるという横綱相撲で勝利したレースもある。スピードと瞬発力がずば抜けて優れているというよりは、スタミナとパワー、そしてスピードを持続力する能力がずば抜けて優れている（もちろんスピードも優れている）。これは、ヨーロッパの深い芝を走るためであり、軽快なスピードと瞬発力はヨーロッパの芝では生かしきれないことが多いからである。

## 血統表
| ロックオブジブラルタルの血統（ダンジグ系／Northern Dancer3×3=25% Natalma4.4×4=18.75%） | ロックオブジブラルタルの血統（ダンジグ系／Northern Dancer3×3=25% Natalma4.4×4=18.75%） | ロックオブジブラルタルの血統（ダンジグ系／Northern Dancer3×3=25% Natalma4.4×4=18.75%） | （血統表の出典）    | （血統表の出典） |
| 父 *デインヒル Danehill 1986 鹿毛                                                      | 父の父Danzig 1977 鹿毛                                                                 | Northern Dancer                                                                        | Nearctic            | Nearctic         |
| 父 *デインヒル Danehill 1986 鹿毛                                                      | 父の父Danzig 1977 鹿毛                                                                 | Northern Dancer                                                                        | Natalma             |                  |
| 父 *デインヒル Danehill 1986 鹿毛                                                      | 父の父Danzig 1977 鹿毛                                                                 | Pas de Nom                                                                             | Admiral's Voyage    | Admiral's Voyage |
| 父 *デインヒル Danehill 1986 鹿毛                                                      | 父の父Danzig 1977 鹿毛                                                                 | Pas de Nom                                                                             | Petitioner          |                  |
| 父 *デインヒル Danehill 1986 鹿毛                                                      | 父の母Razy Ana 1981 鹿毛                                                               | His Majesty                                                                            | Ribot               | Ribot            |
| 父 *デインヒル Danehill 1986 鹿毛                                                      | 父の母Razy Ana 1981 鹿毛                                                               | His Majesty                                                                            | Flower Bowl         |                  |
| 父 *デインヒル Danehill 1986 鹿毛                                                      | 父の母Razy Ana 1981 鹿毛                                                               | Spring Adieu                                                                           | Buckpasser          | Buckpasser       |
| 父 *デインヒル Danehill 1986 鹿毛                                                      | 父の母Razy Ana 1981 鹿毛                                                               | Spring Adieu                                                                           | Natalma             |                  |
| 母 Offshore Boom 1985 栗毛                                                             | 母の父Be My Guest 1974 栗毛                                                            | Northern Dancer                                                                        | Nearctic            | Nearctic         |
| 母 Offshore Boom 1985 栗毛                                                             | 母の父Be My Guest 1974 栗毛                                                            | Northern Dancer                                                                        | Natalma             |                  |
| 母 Offshore Boom 1985 栗毛                                                             | 母の父Be My Guest 1974 栗毛                                                            | What a Treat                                                                           | Tudor Minstrel      | Tudor Minstrel   |
| 母 Offshore Boom 1985 栗毛                                                             | 母の父Be My Guest 1974 栗毛                                                            | What a Treat                                                                           | Rare Treat          |                  |
| 母 Offshore Boom 1985 栗毛                                                             | 母の母Push a Button 1980 鹿毛                                                          | Bold Lad                                                                               | Bold Ruler          | Bold Ruler       |
| 母 Offshore Boom 1985 栗毛                                                             | 母の母Push a Button 1980 鹿毛                                                          | Bold Lad                                                                               | Barn Dance          |                  |
| 母 Offshore Boom 1985 栗毛                                                             | 母の母Push a Button 1980 鹿毛                                                          | River Lady                                                                             | Prince John         | Prince John      |
| 母 Offshore Boom 1985 栗毛                                                             | 母の母Push a Button 1980 鹿毛                                                          | River Lady                                                                             | Nile Lily F-No.10-a |                  |

- 主な近親にリヴァーマン、ケイウーマン、モンテクリスエス。